# Upper Greetland
Upper Greetland är en by i distriktet Calderdale, i grevskapet West Yorkshire, i England. Byn är belägen 5 km från Halifax. Upper Greetland var en civil parish från 1894 till 1937 då den blev en del av Elland och Huddersfield. Denna civil parish hade 423 invånare år 1931.